# Bernhardsthal
Bernhardsthal (česky Pernitál) je městys v Dolních Rakousích, v oblasti Weinviertel (Vinné čtvrti), v okrese Mistelbach. Žije zde přibližně 1 600 obyvatel.

## Geografie
Bernhardsthal leží na severovýchodním okraji Vinné čtvrti, poblíž řeky Dyje, na pomezí s Českou republikou. Rozloha obce je 51,93 km², z toho je 6,18 % plochy zalesněno.

### Sousední obce
Na severu sousedí městys s Břeclaví na Moravě, na severovýchodě je moravský Lanžhot, na jihovýchodě leží Rabensburg (Ranšpurk), na jihu Hausbrunn, na jihozápadě Altlichtenwarth a na západě je sousední obcí Schrattenberg.

### Katastrální území
Městys se skládá ze tří katastrálních území: Pernitál (Bernhardsthal), Katzelsdorf a Reintal.

### Vodstvo
Nedaleko Bernhardsthalu se nachází Pernitálské jezero a řeka Dyje.

## Historie
Výsledky archeologických průzkumů dokazují osídlení v mladší době kamenné a v době bronzové. Osada západně od obce pochází z neolitu, z doby nepokojů 4300 let před naším letopočtem. Na stejném místě bylo o 2000 let později pohřebiště z doby bronzové (asi 2000 let před n. l.) – v období únětické kultury. Ze starší doby železné (800–400 před n. l.) pocházejí dva pahorky – kopečky Illyrer.
Podle výsledků a vyhodnocení vykopávek prováděných v letech 1974 až 1980 spolkovým památkovým úřadem bylo v sousedství řeky Dyje germánské osídlení a pocházející určitě z 1. až 4. století. Napříč tímto územím vedl také ochranný příkop římské vojenského ležení, které je pozůstatkem pochodu Marca Aurelia z období (kolem roku 178). Z nálezů pocházejících z 8. a 9. století vyplývá zase osídlení slovanské. Pohansko, ležící severovýchodně těsně od obecní hranice v katastru města Břeclavi (německy Lundenburg), bylo v 9. století centrem Velkomoravské říše. Z misijních cest v té době pochází Bernhardsthalský olověný kříž s vyobrazením Krista – čtyři nalezené kříže odlité ze stejné formy potvrzují cestu bavorské misijní skupiny přes Gars am Kamp, Dolní Věstonice a Bernhardsthal do Mikulčic.
Dnešní obec Bernhardsthal mohla být osídlena kolem roku 1050 německými kolonizátory. Až po vybagrování "Großen Teichs" (Velkého rybníka) v roce 2009 se zjistilo, že původní osada ležela z části na dně tohoto rybníka.
První písemná zmínka o Bernhardsthalu je uvedená v dokumentech z roku 1171 – v Klosterneuburském kodexu (...dominus Ortolfus be Waidehoven fundum Bernhardsthal).
Ve stejnou dobu, kolem roku 1200 začala stavba románské kostelní lodi dnešního kostela, který byl později goticky upraven. Obec musela být velmi důležitou, poněvadž Reinhard von Wehingen (známý v letech 1370–1394) udělil v roce 1370 pro obec Pernharcztal práva trhů z důvodů důležitosti tohoto místa v zemi. Prudkého vzestupu dosáhla obec v roce 1423, když ji získal Hans Hering.
V roce 1458, za válek českého krále Jiřího z Poděbrad, pevnost „Bernhardsthal“ ležící u Jägerhausbergu vyhořela. Znovu už nebyla obnovena. Později kupuje Bernhardsthal v roce 1470 se zámkem a rybníkem rod Liechtensteinů (i s pustou vesnicí Ebenfeld).
Reformace v období 1566 až kolem 1600 přivedla do Bernhardsthalu luteránské pastory. Následkem protireformace vznikl v roce 1631 první seznam všech obyvatel Bernhardsthalu. Záruky a pozemkové knihy vzniklé v roce 1644 zaznamenaly majetek, který následně v roce 1645 vyplenila švédská vojska pod velením Lennart Torstensona (1603–1651). Tato zkáza nebyla v dějinách obce první ani poslední. V roce 1704 následovali Kurucové – v jistotní knize jsou zaznamenána opět zabavená dědictví, opuštěné domy atd. Po roce 1700 vznikla další kniha narozených, kniha zemřelých a soupis uzavřených sňatků.
Bernhardsthal patřil původně k pasovskému děkanátu Hohenleithen a v roce 1783 přechází pod vídeňskou arcidiecézi. V roce 1790 byla postavena kostelní věž jako náhrada za starou. V roce 1805 a 1809 se tu ubytovávají francouzská vojska, což uvádějí od roku 1800 psané farní výroční zprávy.
Pronikavou změnu v hospodářství a sociální struktuře obce přinesla v roce 1839 výstavba „Severní dráhy císaře Ferdinanda“. Brzy značná část obyvatel pracuje na železnici.
V polovině 19. století občané získali svůj místní úřad a lidu již známého rychtáře. Prvního starostu si zvolili až 18. července 1850 – stál se jim Josef Stättner (43 let, bydliště čp. 21).
Další pronikavá změna nastala až v roce 1919. Bernhardsthal stejně jako sousední obce Reintal a Rabensburg, ztrácí část území obce ve prospěch Československé republiky. Po roce 1946 došlo k definitivnímu přetrhání starých rodinných a přátelských pout. Majitelé zemědělských ploch v Československu dostali zvláštní potvrzení.
V letech před a po první světové válce se zvýšila porodnost a přistěhováním došlo k rychlému přírůstku obyvatel. Při sčítání lidu v roce 1923 dosáhla obec nejvyššího počtu obyvatel – 1723 lidí a ten se udržel až do roku 1951. Pro lepší výchovu mladých dívek bylo významné zřízení kláštera Svaté Marty, kde byla mateřská škola a „rodinná škola“.
V letech 1930–1935 došlo k novému hospodářskému rozvoji v důsledku zahájení těžby ropy v borovém lese u Dyje. Pod německou správou, poté pod sovětskou okupací a konečně pod ÖMV byla vybudována ropná a plynová pole. Kolem roku 1956 v „Mühlbergu“ bylo zaměstnáno téměř 600 lidí. Těžba přinesla brzy, 1947/48, připojení obce na zemní plyn a je to pro ni výhodné doposud.
V roce 1938 se Bernhardsthal a Katzelsdorf dostal bez hlasování k Třetí říši. Roku 1945 se Bernhardsthal stává pevnou hranicí a dostává se pod sovětské okupační pásmo.
Státní smlouvou o ukončení okupační správy v roce 1955 začíná v obci nový život. Roku 1957/58 je zřízena obecná škola. V roce 1958 je založen Červený kříž, 1959 je provedena přístavba kostela. V roce 1961/62 zřízeno nové sportovní hřiště na území bývalého rybníka „Kesselteich" a v roce 1963 je zřízena radnice na místě staré školy, s obecním úřadem, matrikou, poštou, četnickou stanicí a poradnou pro matky.
Snižující se počet obyvatel, vzrůstající úkoly veřejné správy a náklady země dolnorakouské vedlo k obecní reformě a od 1. ledna 1971 došlo ke sloučení obcí Bernhardsthal, Katzelsdorf a Reintal do větší obce Bernhardsthal.
Další rozvoj obce nastal v roce 1972 zřízením tenisového hřiště a 1974/75 ukončením stavby vodárny Bernhardsthal. Také zahájení provozu tělocvičny a vlastivědného muzea (prehistorie, středověk a život lidu) při (opožděných oslavách) 800 let bylo slavnostně otevřeno v rámci oslav od 1. do 3. července 1977. Zemský hejtman Andreas Maurer (* 1919) propůjčil obci nový městský znak (staré zemské právo z neznámého termínu).
Od roku asi 1400 obecní rybník původně 33 hektarový, byl za lichtenštejnské správy konečně 1972 vysušen. Až po roce 1992 získala obec plochy, nechala je vybagrovat a na podzim napustit a od 17. září 1992 je rybník znovu otevřen. V roce 1999 byla u rybníka otevřena restaurace, V roce 2008 vytěžené bahno, vyzískané uprostřed rybníka, odkrylo středověké osídlení nejméně na osmi hektarech.

### Vývoj počtu obyvatel
V roce 1971 zde žilo 2570 obyvatel, v roce 1981 2139, 1991 1852 a v roce 2001 zde žilo 1685 obyvatel.

## Hospodářství a infrastruktura
Nezemědělských pracovišť bylo v roce 2001 46, zemědělských a lesnických pracovišť bylo v roce 1999 131. Počet výdělečně činných osob v místě bydliště byl podle sčítání lidu v roce 2001 629, což představuje 38,45 % obyvatel.

### Spolky
- Kostelní kúr (poprvé zmíněn 1706)
- Hudební spolek Bernhardsthal a okolí (existoval od 1890 jako obecní kapela, 1862 v Katzelsdorfu, 1921 v Reintale a 1977 společný spolek).
- Přátelský svaz – z počátku větev v roce 1898 založeného spolku ve Valticích (Feldsberg) c. a k. spolek vojenských veteránů, 1912 byl v Bernhardsthalu založený samostatný "c. a k. spolek válečných veteránů", 1938 zlikvidován, od 17. března 1957 "Rakouský spolek kamarádů".
- DOERN (spolek pro přestavbu vesnice Pernitál. Založený dne 19. září 1970 jako okrašlovací spolek.
- Spolek přátel dětí Bernhardsthalu od 12. dubna 2005

### Sport
- SC Bernhardsthal (od 1934)
- Fotbalové hřiště (od 1962)
- Tenisový spolek (TV) Bernhardsthal (od 1973)
- Tenisové hřiště (od 1973)
- Bernhardsthalský spolek ledních sportů 99 (od 1999)
- Asfaltová plocha (od 1999)

### Veřejná zařízení
- Praktický lékař (první ranhojič znám 1717 ve farní matrice)
- Obecná škola Pernitál/Bernhardsthal (1787 je poprvé uvedená, od 1974/75 také obecná škola pro děti z Katzelsdorfu a Reintalu)
- Sbor dobrovolných hasičů Bernhardsthal (od 15. ledna 1891)
- Mateřská škola (v klášteře „St. Martha", 1926 založena jako privátní, od 1930 Zemská mateřská škola)
- Místní skupina Červeného kříže (od 1958)
- Radnice (od 1965 na čp. 65, dříve na čp. 62, dnes „Otto Bergera vlastivědné muzeum“)
- Otto Bergera Vlastivědné muzeum (od 1. července 1977, 1994 přejmenované na „Otto Bergera")
- Hasičská zbrojnice („Na rybníku", od 27. června 2009)